# Acropoli di Atene

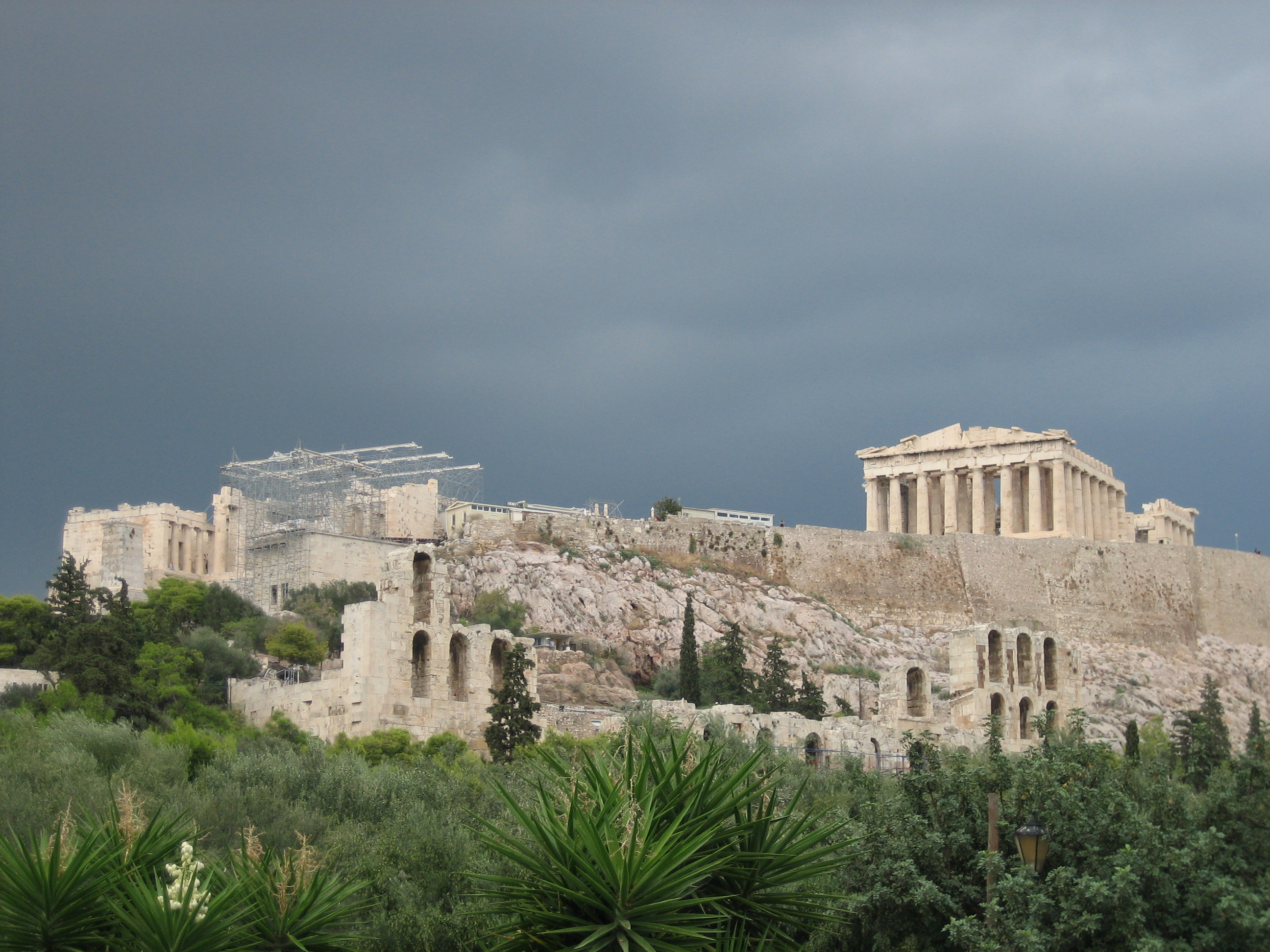
La collina dell'Acropoli

L'acropoli di Atene si può considerare la più rappresentativa delle acropoli greche. È una rocca, spianata nella parte superiore, che si eleva di 156 metri sul livello del mare sopra la città di Atene. Il pianoro è largo 140m e lungo quasi 280m. È anche conosciuta come Cecropia in onore del leggendario uomo-serpente Cecrope, il primo re ateniese.
L'Acropoli è stata dichiarata patrimonio dell'umanità dall'UNESCO nel 1987.

## Storia
I resti sono risalenti all'epoca arcaica, ma sono state trovate tracce risalenti addirittura al Neolitico e al Paleolitico; si attesta che alcune costruzioni imponenti si elevavano sull'acropoli alla fine del VII secolo a.C., epoca in cui le mura risalenti all'età micenea persero la loro importanza difensiva. Nella prima metà del V secolo a.C., dopo l'espulsione dei Pisistratidi, l'acropoli cessò di essere una fortezza.
Le antiche fortificazioni, le costruzioni, gli edifici templari e le statue furono distrutti durante l'occupazione persiana del 480 a.C. I primi sforzi ricostruttivi degli ateniesi si concentrarono sulle opere di maggiore utilità. Le mura e i bastioni furono ricostruiti sotto il governo di Temistocle e di Cimone, mentre durante l'epoca di Pericle, per celebrare la vittoria sui Persiani e il primato politico, economico e culturale di Atene, fu realizzata la ricostruzione dell'acropoli, con la costruzione del Partenone (all'interno del quale fu eretta una statua colossale di Atena Parthenos, realizzata da Fidia e oggi perduta), dei Propilei e in seguito dell'Eretteo e del Tempio di Atena Nike.
Nel tardo impero romano il Partenone fu trasformato in chiesa dedicata alla Vergine Maria. Nel Medioevo si perse la coscienza di ciò che era stata la collina durante l'antichità e l'acropoli fu trasformata in fortezza militare dai Franchi. Nel 1436, Ciriaco d'Ancona, padre dell'archeologia, fu il primo a identificare l'acropoli di Atene e il Partenone, dopo l'oblio in cui erano caduti, e a chiamarli con il loro vero nome. Grazie a lui l'Europa occidentale poté avere il primo disegno del Partenone.
I Turchi, preso possesso di Atene, localizzarono all'interno del Partenone un deposito di polvere da sparo. Nel 1687 i veneziani bombardarono l'acropoli, causando ingenti danni al Partenone, che a causa dell'esplosivo contenuto, saltò in aria.
Durante la dominazione dell'Impero ottomano l'acropoli venne spogliata di gran parte dei marmi che ornavano i frontoni e delle metope da Lord Elgin che li portò in Inghilterra. Nell'Ottocento iniziarono i primi scavi e restauri dei templi, che portarono a scoperte clamorose, come le famose statue arcaiche di fanciulle, le Kore. La maggior parte dei ritrovamenti è esposta nel Museo dell'acropoli di Atene.
Durante i lavori di liberazione dell'acropoli di Atene dalle strutture fortificate costruite dai turchi, nel 1852-1853 l'archeologo francese Charles Ernest Beulé scoprì la grande scalinata che conduce all'acropoli e la porta fortificata di epoca romana, da allora chiamata Porta Beulé, che tuttora costituisce l'accesso principale al complesso archeologico.

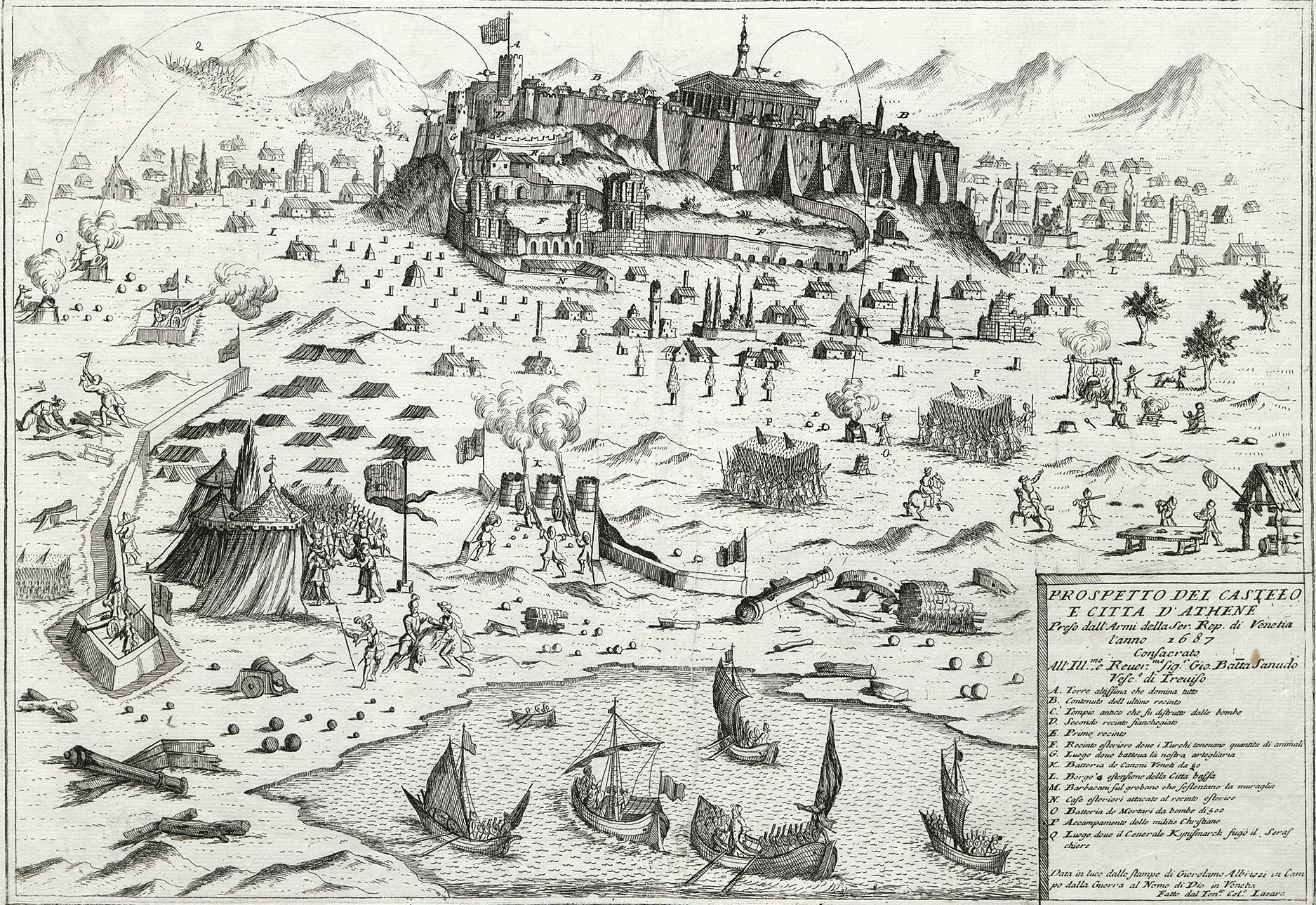
L'assedio veneziano del 1687.

## Pianta del sito

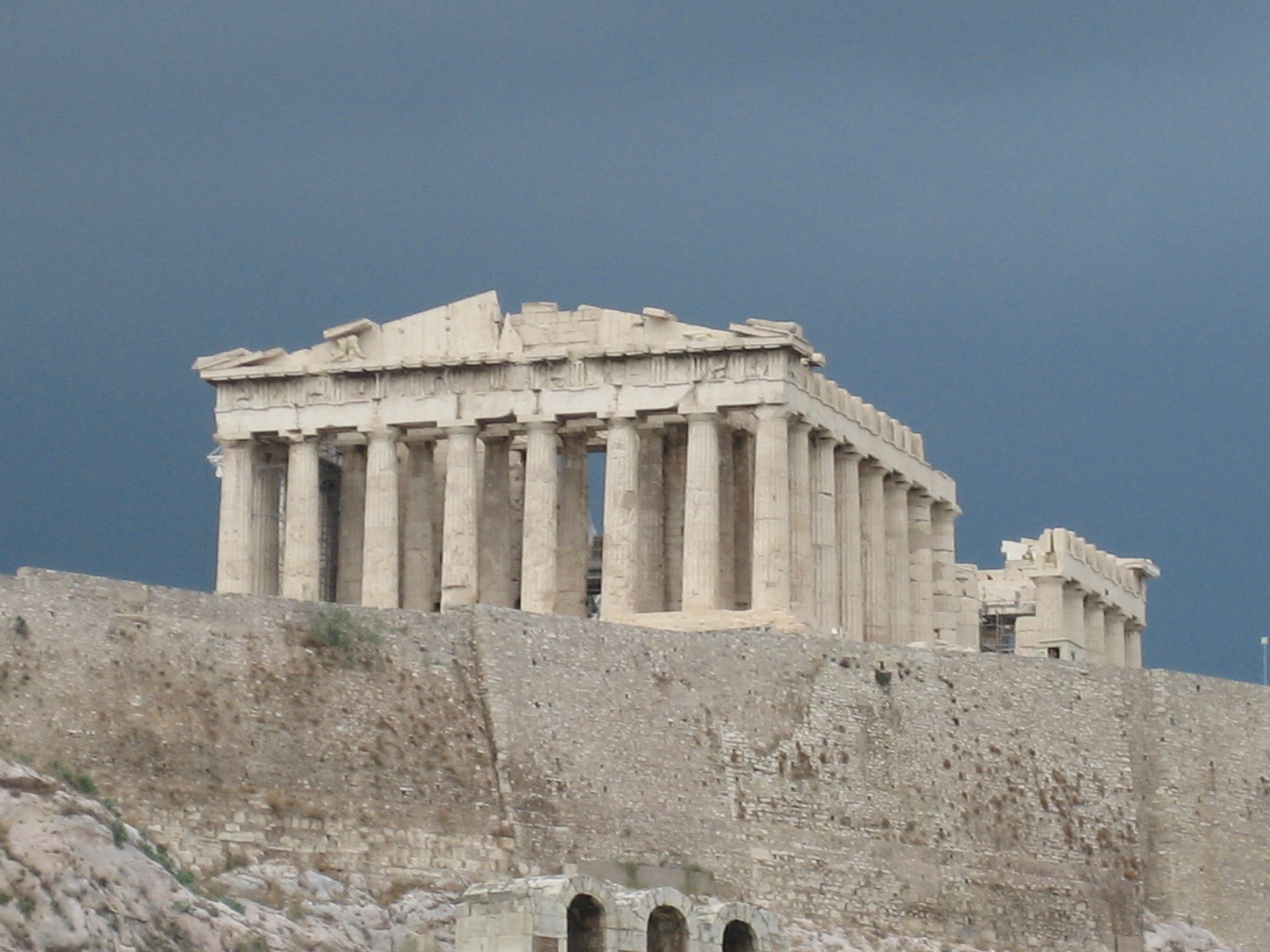
Il Partenone

Planimetria dell'acropoli di Atene con i principali resti archeologici e il percorso del Peripatos
1. Partenone
2. Antico tempio di Atena Poliàs
3. Eretteo
4. Statua di Atena Promachos
5. Propilei
6. Tempio di Atena Nike

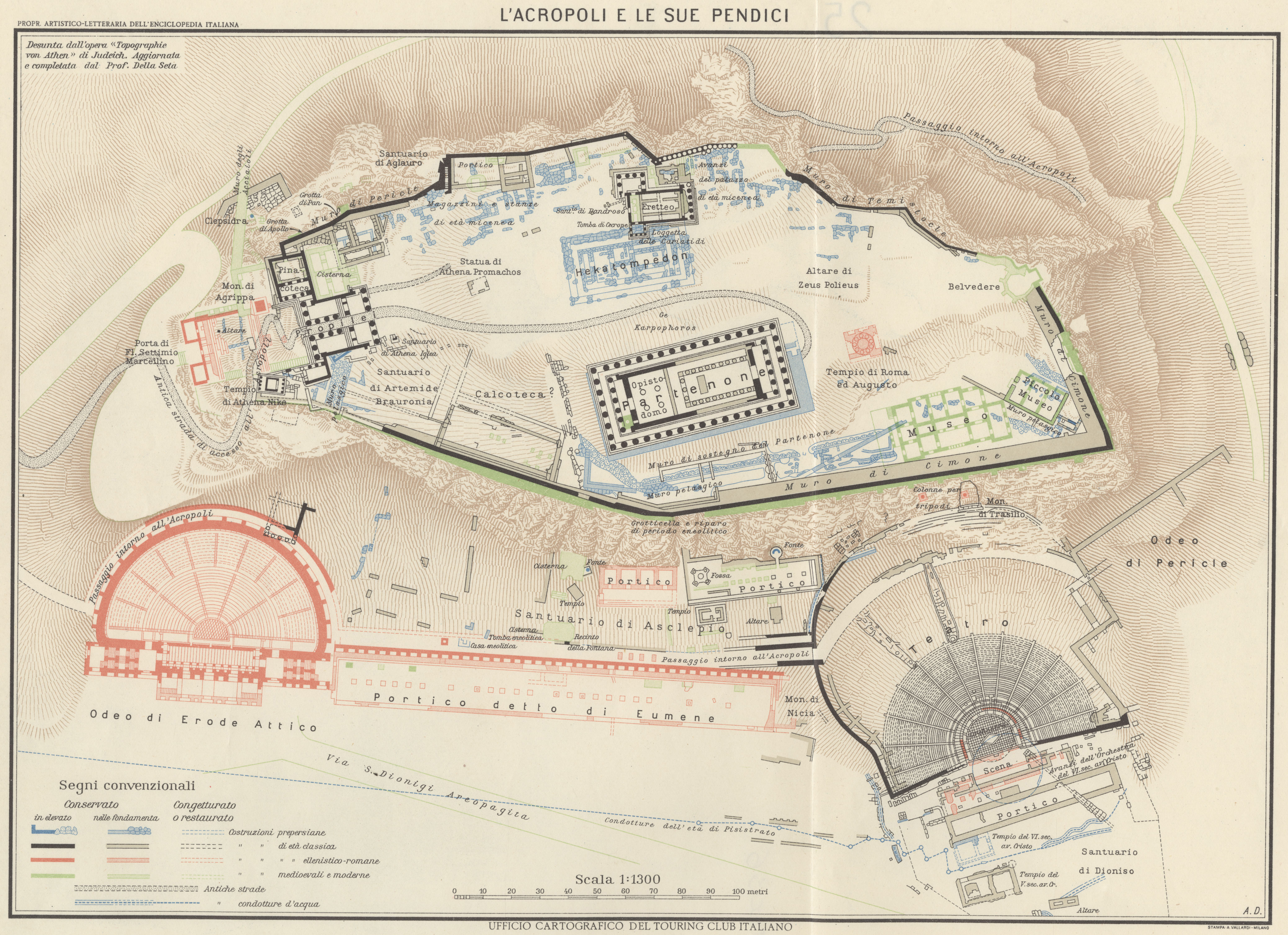
Mappa degli anni 30 del ventesimo secolo dell'Acropoli di Atene

7. Santuari di Afrodite Pandemos, Ghe Kourotrophos e Demetra Chloe[4]
8. Santuario di Artemide Brauronia o Brauroneion
9. Calcoteca
10. Pandroseion
11. Arrephorion
12. Altare di Atena Poliàs
13. Santuario di Zeus Polieus
14. Santuario di Pandion
15. Odeo di Erode Attico
16. Stoà di Eumene
17. Santuario di Asclepio o Asclepieion
18. Teatro di Dioniso
19. Odeo di Pericle
20. Santuario di Dioniso
21. Fonte micenea[5]
22. Peripatos
23. Klepsydra[6]
24. Grotte di Apollo Hypoakraios, Pan e Zeus Olimpio[7]
25. Santuario di Afrodite ed Eros[8]
26. Iscrizione del Peripatos
27. Grotta di Aglauro (Aglaureion)
28. Via Panatenaica